# San Marino Calcio
San Marino Calcio är en fotbollsklubb från San Marino som grundades 1960. Klubben grundades som SS Serenissima (Società Sportiva Serenissima), men bytte namn till AC San Marino 1973 (Associazione Calcio San Marino) och de byte till sitt nuvarande namn San Marino Calcio under säsongen 1988/1989.

## Historia
Klubben grundades som Società Sportiva Serenissima 1960 av San Marinos fotbollsförbund för att få ett professionellt lag som representerar San Marino i det italienska ligasystemet. Klubben köptes senare av sanmarinska och italienska entreprenörer.
Året klubben grundades ifrågasätts ibland för att 1959 sponsrades även ett annat lag av San Marinos fotbollsförbund, kallat Libertas-Tre Penne som även de spelade i det italienska ligasystemet.
San Marino Calcio är den enda fotbollsklubben från San Marino som får spela uteslutande i det italienska ligasystemet. Sedan den sanmarinska ligan inte längre räknas som professionell är San Marino Calcio den enda professionella klubben i San Marino. En annan sanmarinsk klubb vid namn AC Juvenes/Dogana spelade både i den italienska amatörligan och i den sanmarinska ligan innan de drog sig ur den italienska ligan.

### Tidiga år
San Marino började år 1960 spela i Seconda Categoria, eftersom Terza Categoria inte fanns i det italienska fotbollsligasystemet då. Därefter började laget att spela i den högre jämna Promozionen, innan det förvisades till Prima Categoria säsongen 1976/1977. De fortsatte spela i Prima Categoria i fyra säsongerna, tills de vann Prima Categoria-mästerskapet och flyttades upp till Promozionen igen säsongen 1979/1980. Spelet för San Marino i Promozionen blev inte så långt och efter två säsonger flyttades de ner till Prima Categoria igen.
Efter ett par säsonger i Prima Categoria vann de Promozionen och flyttades upp till Serie D, fjärdedivisionen i det italienska ligasystemet. I Serie D fortsatte lagets framgångar, och de var nära att bli seriesegrare  säsongen 1987/1988. Säsongen 1988/1989 spelade laget i den lägsta italienska proffsserien, Serie C2. San Marino blev efter några säsonger i C2 nedflyttade till Serie D till säsongen 1989/1990, efter att ha slutat på 17:e plats i Serie C2.

### 2000-talet
San Marino började under 2000-talet i Serie D och de fick Andy Selva till klubben, en av San Marinos bästa fotbollsspelare genom tiderna. San Marino lyckades ta sig till final i playoff säsongen 2003/2004 men förlorade och blev kvar i Serie C2 där man den kommande säsongen kom 4:a. Säsongen 2004/2005 nådde man igen final i playoff och denna gång vann man och blev uppflyttade till Serie C1, den högsta divisionen laget någonsin spelat i.
San Marino spelar för närvarande i Serie C2 efter att man blivit nedflyttade dit igen säsongen 2006/2007.

## Kit
San Marinos hemmakit består av ljusblå tröja med vita och svarta skär, svarta shorts och svarta strumpor. Lagets bortakit består av vit tröja med mörkblå skär, vita shorts och svarta strumpor.

## Stadio Olimpico
Stadio Olimpico Serravalle är San Marinos hemmaplan och byggdes 1969. San Marinos landslag använder också stadion som hemmaplan. Stadion har en kapacitet på 7 000 personer.